# Semiothisa aestimaria
Semiothisa aestimaria är en fjärilsart som beskrevs av Jacob Hübner 1800/08. Semiothisa aestimaria ingår i släktet Semiothisa och familjen mätare. Inga underarter finns listade i Catalogue of Life.

## Bildgalleri

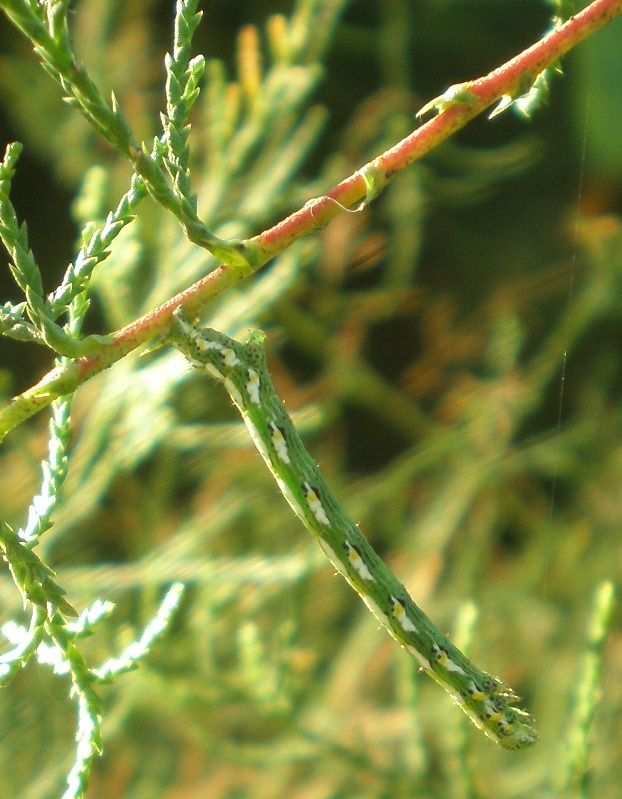